# Alp Arslan
Muhammed Alp Arslan (andere naam: Mohammed ben Da'ud) (ca. 1029 of 1030 – 15 december 1072) was de tweede sultan van de dynastie van de Seltsjoeken en achterkleinzoon van Seltsjoek, de stichter van de dynastie. Zijn geboortenaam is Muhammed Bin Davud Cagri. Hij kreeg de naam Alp Arslan door zijn militaire dapperheid en het betekent 'dappere leeuw'.  
Hij volgde zijn vader Da'ud op als heerser van Khorasan in 1059, en zijn oom Togrul Beg als sultan van Iran en Bagdad in 1063. Zo werd hij de enige heerser van Perzië van de rivier Oxus tot aan de Tigris. Bij het consolideren van zijn imperium en het overmeesteren van vechtende facties werd hij bekwaam bijgestaan door Nizam al-Moelk, een van de meest eminente staatsmannen in de vroege moslimgeschiedenis. Toen vrede en veiligheid in zijn gebied waren gevestigd, riep hij een groep staatsmannen bijeen en verklaarde zijn zoon Malik Sjah I zijn erfgenaam en opvolger.

## Plundering van Caesarea en verovering van Armenië en Georgië
Met de hoop op het verwerven van een immense buit in de rijke kerk van St. Basilicum in Caesarea, de hoofdstad van Cappadocië, plaatste hij zich aan het hoofd van de Turkse cavalerie, stak de Eufraat over en ging al plunderend die stad in. Hij verorverde toen Armenië en Georgië, die hij (in 1064) definitief onder controle kreeg.

## Verovering van Klein Azië
In 1068 viel Alp Arslan het Byzantijnse Rijk binnen. De energieke keizer Romanus IV Diogenes, die het bevel persoonlijk voerde, ontmoette de invallers in Cilicia. In drie lastige veldslagen, waarvan de twee eerste door de keizer zelf werden geleid terwijl de derde door Manuel Comnenus werd geleid, werden de Turken verslagen en werden definitief (1070) teruggedreven over de Eufraat. In 1071 ging Romanus opnieuw het gebied in met 100.000 mensen, waaronder een contingent van de Turkse stam van Uzes en van de Fransen en de Normandiërs, onder Ursel van Bahol, in Armenië. In Manzikert, op Murad Tchai, het noorden van het Vanmeer, kwam hij Alp Arslan tegen. De sultan stelde vrede voor, hetgeen geringschattend door de keizer werd verworpen. Er vond een gevecht plaats – de Slag van Manzikert – waarin de Byzantijnen, na een vreselijke slachting, totaal werden vernederd. Dit resultaat was hoofdzakelijk toe te schrijven aan de snelle tactiek van de Turkse cavalerie. Romanus werd gevangengenomen in aanwezigheid van Alp Arslan, die hem ridderlijk behandelde. De Slag van Manzikert was de aanleiding voor de Eerste Kruistocht (1096-1099).
Na de slag bij Manzikert veranderde de balans in Klein-Azië volledig ten gunste van de Seltsjoeken en de soennitische moslims. De turkificatie en islamisering van Anatolië nam een aanvang. Hoewel het Byzantijnse Rijk nog vier eeuwen bleef bestaan betekende de overwinning in Manzikert het begin van een Turks overwicht in het Midden-Oosten.
De heerschappij van Alp Arslan breidde zich nu over een groot deel van westelijk Azië uit. Hij trof spoedig voorbereidingen voor de verovering van Turkestan, de originele zetel van zijn voorvaderen. Met een krachtig leger ging hij naar de oever van de Oxus. Alvorens hij de rivier met veiligheid kon overgaan, echter, was het noodzakelijk om bepaalde vestingen onschadelijk te maken. Eén daarvan werd verscheidene dagen krachtig verdedigd door de gouverneur, Yussuf Gr-Harezmi, een Khwarezmiër. Hij moest zich echter overgeven en werd gevangengenomen. De sultan veroordeelde hem tot de dood. In wanhoop trok Yussuf zijn dolk en stormde op de sultan af. Alp Arslan, de meest bekwame schutter van zijn tijd, instrueerde zijn lijfwachten om zich niet te mengen in de strijd.
Alp Arslan werd vermoord door een gevangene in 1072, op 42-jarige leeftijd tijdens een campagne tegen de Karachans in Toerkestan. Hij werd naar Merv genomen om te worden begraven. Op zijn graf staat de volgende inscriptie:
"O hen die de grote grandeur Alp Arslan zagen, kijk uit! 
Hij ligt nu onder de zwarte grond..."